# Ramona et Beezus
Pour plus de détails, voir Fiche technique et Distribution.
Ramona et Beezus (Ramona and Beezus) est un film d'Elizabeth Allen sorti le 23 juillet 2010 aux États-Unis et le 19 janvier 2011 en France. Le film a engendré plus de 25 millions de dollars de recettes aux États-Unis surpassant le budget de 15 millions de dollars.

## Synopsis
Ramona Quimby est une écolière pas très sérieuse, débordante d'énergie et à l'imagination inépuisable ce qui a le don d'exaspérer sa studieuse et très sérieuse grande sœur Beatrice « Beezus » Quimby. Cette dernière est très occupée à essayer de sortir avec son camarade de classe, Henry. Mais quand leur père perd son travail, Ramona et Beezus devront essayer de se comprendre et de s'entraider pour surmonter cette épreuve.
Bande-annonce :.

## Fiche technique
- Titre original : Ramona and Beezus
- Titre français : Ramona et Beezus
- Autre titre français : "Sœurs malgré elles"
- Réalisation : Elizabeth Allen d'après les romans de Beverly Cleary
- Scénario : Nick Pustay et Laurie Craig
- Dialogues : David V. Butler
- Direction artistique : Shannon Grover
- Décors : Brent Thomas
- Costumes : Patricia Hargreaves
- Photographie : Alan Markfield
- Montage : Jane Moran
- Musique : Mark Mothersbaugh
- Production : Denise Di Novi et Alison Greenspan
- Société de distribution : Twentieth Century Fox
- Pays de production : États-Unis
- Langue : Anglais
- Format : Couleurs - 35 mm - 2,35:1 - DTS / Dolby Digital
- Durée : 103 minutes
- Date de sortie :
  - États-Unis, Canada : 23 juillet 2010
  - France : 19 janvier 2011

## Distribution
- Joey King (VFB : Pauline Haùgness ; VQ : Ludivine Reding) : Ramona Quimby
- Selena Gomez (VFB : Mélanie Dambermont ; VQ : Romy Kraushaar-Hébert) : Beezus (Beatrice) Quimby
- John Corbett (VFB : Laurent Vernin ; VQ : Daniel Picard) : Robert Quimby
- Bridget Moynahan (VFB : Marie-Line Landerwyn ; VQ : Hélène Mondoux) : Dorothy Quimby
- Ginnifer Goodwin (VFB : Audrey d'Hulstère ; VQ : Claudia-Laurie Corbeil) : Tante Bea
- Josh Duhamel (VFB : Pierre Lognay ; VQ : Patrice Dubois) : Hobart
- Jason Spevack (VFB : Louis Oscari ; VQ : Charles Sirard-Blouin) : Howie Kemp
- Sierra McCormick (VFB : Cécile Laenen ; VQ : Noémie Charbonneau) : Susan
- Sandra Oh (VFB : Valérie Lemaître ; VQ : Chantal Baril) : Madame Meacham
- Kathryn Zenna : Madame Kushner
- Janet Wright : Grand-mère Kemp
- Ruby Curtis : Willa Jean
- Hutch Dano (VFB : Christophe Hespel ; VQ : Frédéric Millaire-Zouvi) : Henry Huggins
- Patti Allan : Madame Pitt
- Garnet Harding : Monsieur Swink
- Daniel A. Vasquez : Petit garçon
- Andrew McNee : Monsieur Clay
- Tom Pickett : Monsieur Cardoza
- Lynda Boyd : Mère de triplés
- Dace Norman : Triplé
- George C. Wolfe : Directeur de casting
- Nancy Robertson : Directrice associée de casting
- Calista Bashuk : Fille dans la publicité télé
- Eileen Barrett : Révérende
- Donnelly Rhodes : Photographe
- Ian Bruce Thompson : Chauffeur de bus
- Brandi Alexander : Employée au casting
- Aila McCubbing : Roberta Quimby
- Zanti McCubbing : Roberta Quimby
- Miller (Pas de voix québécoise) : Picky Picky
- Piper Mackenzie Harris : Voix
- Sandy Holt : Voix
- Brandon Killham : Voix
- David Allen Kramer : Voix
- Savannah Lathem : Voix
- Hope Levy : Voix
- Joshua Rush : Voix
- Aaron Sanders : Voix
- Cameron Sanders : Voix
- Chelsea Smith : Participante au concours de beauté